# Stefano Livadiotti
Stefano Livadiotti (Roma, 26 dicembre 1958 – Roma, 23 dicembre 2018) è stato un giornalista e scrittore italiano.

## Biografia
Entrato a L'Espresso nei primi anni Ottanta come redattore di economia, si è occupato, con inchieste e analisi, di poteri economici e finanziari, grandi aziende pubbliche e private, sindacati e Confindustria. Schierato genericamente a sinistra ma senza tessere di partito né preclusioni ideologiche, era considerato un giornalista graffiante e spesso sgradito ai potenti di cui scriveva.
Nel 2008 ha vinto il Premio Nazionale di Giornalismo Cinque Terre.
Fu autore di alcuni libri inchiesta di successo sulle incrostazioni dei sindacati, sulla categoria dei magistrati e sui privilegi del Vaticano..
Negli ultimi anni teneva una rubrica sull'Espresso intitolata Poteri & Veleni.
È scomparso a Roma dopo una lunga malattia, tre giorni prima del suo 60º compleanno.

## Opere
- L'altra casta. L'inchiesta sul sindacato, Bompiani, 2008
- Magistrati. L'ultracasta, Bompiani, 2009
- I senza Dio. L'inchiesta sul Vaticano, Bompiani, 2011
- Ladri gli evasori e i politici che li proteggono, Bompiani, 2014